# Maasniel
Maasniel est un village dans la commune de Ruremonde. Jusqu'à 1959, c'était une commune indépendante, composée des villages de Maasniel, Asenray et Leeuwen. Aujourd'hui le village est encadré totalement dans l'agglomération de sa ville voisine.